# Maarten Stekelenburg
Maarten Stekelenburg [ˈmaːrtə(n) ˈsteːkələ(n)ˌbʏrx] (* 22. September 1982 in Haarlem) ist ein ehemaliger niederländischer Fußballspieler. Zwischen 2008 und 2021 war er mit längeren Unterbrechungen Stammtorhüter der niederländischen Nationalmannschaft.

## Karriere

### Verein

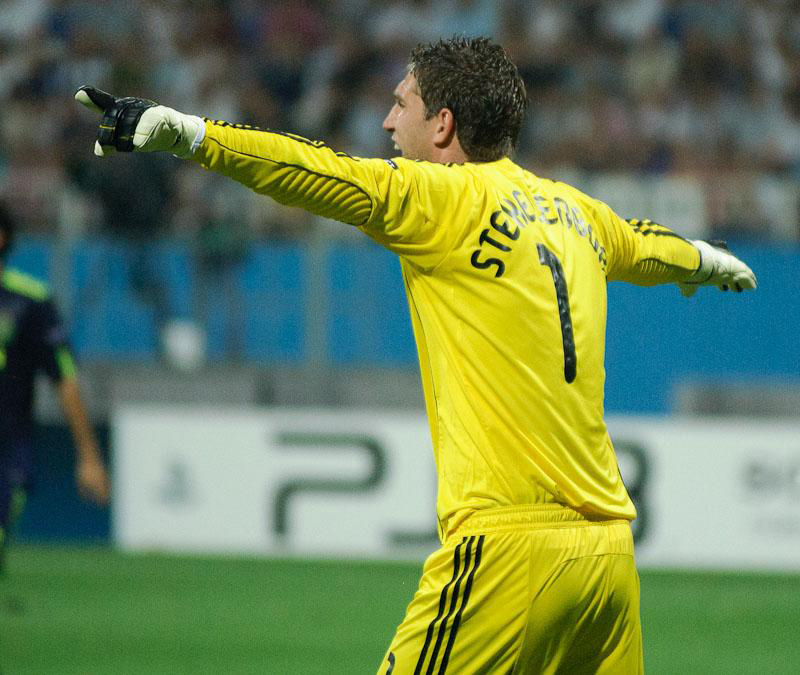
Maarten Stekelenburg im Trikot von Ajax

Stekelenburg begann seine Karriere bei VV Schoten in Haarlem, wo er als Kind zunächst in der Innenverteidigung spielte, ehe er in der C-Jugend ins Tor wechselte. Mit 15 Jahren ging er zu Ajax Amsterdam und wurde zunächst in der Jugend eingesetzt, wo er den späteren Torhüter von Cercle Brugge, Bram Verbist, aus dem Tor verdrängte. Mit Ajax’ zweiter Mannschaft schaffte der 1,97 m große Schlussmann es in der Saison 2001/02 bis ins Halbfinale des holländischen Pokals. Im Kader der ersten Mannschaft stand er erstmals am 24. Februar 2002 mit 19 Jahren beim 1:0-Sieg in Breda, ohne allerdings eingesetzt zu werden. Erstmals stand er zum Saisonauftakt 2002/2003 beim Supercupsieg gegen PSV Eindhoven (3:1) am 11. August 2002 im Tor, als die ersten beiden Torhüter Joey Didulica und Bogdan Lobonț verletzt ausgefallen waren. Sein erstes Spiel in der Eredivisie war eine Woche später beim 3:1-Sieg gegen den FC Utrecht.
Stammtorhüter wurde Stekelenburg in der Saison 2005/06, in der er auf 27 Einsätze kam. Bis in die Saison 2008/09 blieb er die Nummer eins von Ajax. Eine Schulterverletzung setzte ihn jedoch Ende September 2008 außer Gefecht, so dass Kenneth Vermeer, Torhüter der U-23-Nationalmannschaft, ihn von Oktober bis zur Winterpause vertrat. Stekelenburg kam im Januar ins Tor zurück, machte jedoch einige weniger gute Spiele, so dass Trainer Marco van Basten ab Ende Februar Vermeer wieder den Vorzug gab; Stekelenburg kam in der Saison nur auf zwölf Einsätze in der Eredivisie. Mit dem Trainerwechsel zu Martin Jol hatte er jedoch in der Saison 2009/10 wieder seinen Stammplatz im Tor der Amsterdamer, den er auch bei Frank de Boer behielt. International war Stekelenburg für Ajax in der Champions League und im UEFA-Pokal bzw. in der Europa League im Einsatz. Mitte März 2011 erlitt Stekelenburg einen Bruch des Daumens der rechten Hand, was das vorzeitige Saisonende für ihn bedeutete. Nachdem zahlreiche europäische Spitzenklubs Interesse an der Verpflichtung Stekelenburgs zur Saison 2011/12 gezeigt hatten, unterschrieb er im Juli 2011 einen Vierjahresvertrag bei AS Rom. Am 17. September 2011 wurde Stekelenburg durch einen Tritt des Inter-Verteidigers Lúcio am Kopf verletzt und war fünf Minuten ohne Bewusstsein. Bei der anschließenden Untersuchung im Krankenhaus wurde eine leichte Gehirnerschütterung diagnostiziert.
Zur Saison 2013/14 wechselte Stekelenburg in die Premier League zum FC Fulham. Mit seinem Team stieg er am Ende der Saison ab. Während Fulham in der zweiten Liga spielte, lief Stekelenburg leihweise in der Saison 2014/15 für den französischen Erstligisten AS Monaco auf. Für die Monegassen kam er lediglich einmal in der Liga zum Einsatz. In der Saison 2015/16 kehrte Stekelenburg in die Premier League zurück, als er sich von Fulham ein weiteres Mal ausleihen ließ und sich dem FC Southampton anschloss. Nach der Leihe bei Southampton verließ er Fulham und schloss sich dem damals von Landsmann Ronald Koeman trainiertem FC Everton an. In der Saison 2016/17 war er mehr oder weniger Stammtorhüter der Toffees, ehe er durch die Verpflichtung von Jordan Pickford auf die Bank verdrängt wurde. 
Im Sommer 2020 wechselte Stekelenburg zu seinem alten Jugendverein Ajax Amsterdam. 2023 beendete er dort seine Karriere.

### Nationalmannschaft

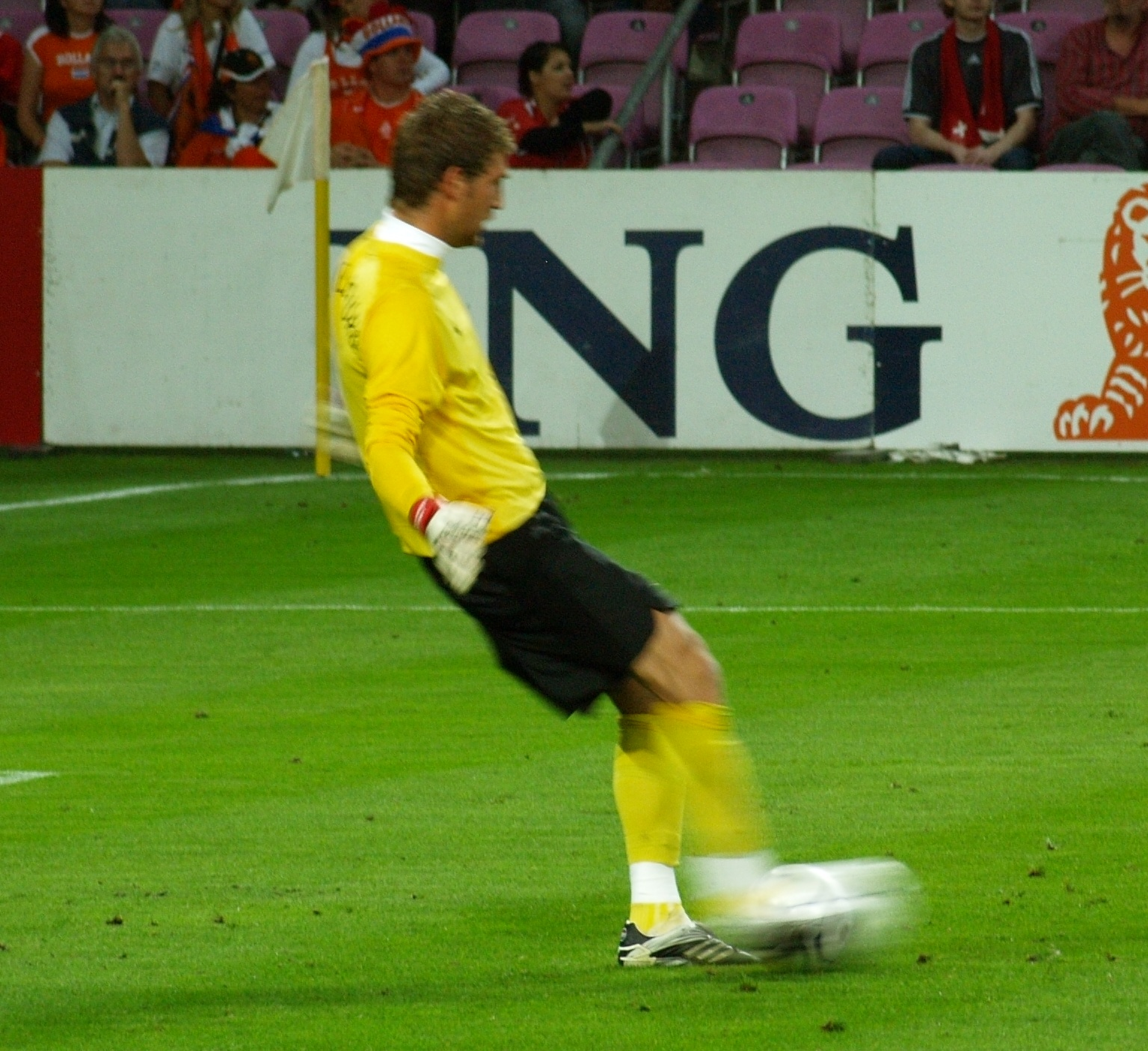
Stekelenburg im Oranje-Trikot.

Am 3. September 2004 gab Stekelenburg sein Debüt in der niederländischen Nationalmannschaft. In einem Freundschaftsspiel gegen Liechtenstein (3:0) wurde er nach der Pause für Stammtorhüter Edwin van der Sar eingewechselt. Neben van der Sar und Henk Timmer gehörte Stekelenburg zum Kader der Niederlande bei der WM 2006 in Deutschland und bei der EM 2008 in Österreich und der Schweiz. Bei der Europameisterschaft 2008 absolvierte er ein Match im dritten Gruppenspiel gegen Rumänien und blieb dabei ohne Gegentor. In der „Ära van der Sar“ kam er zu insgesamt zwölf Spielen.
Nach dem Rücktritt van der Sars 2008 war Stekelenburg unter Bondscoach Bert van Marwijk die neue Nummer eins in Oranje, konnte jedoch wegen seiner Schulterverletzung einige Spiele nicht mitmachen, so dass, da auch sein Ersatzmann Henk Timmer sich verletzt hatte, in der WM-Qualifikation van der Sar für zwei Spiele aus dem Ruhestand zurückkehrte. Außerdem musste Stekelenburg ein Spiel aussetzen, da er – als erster niederländischer Nationaltorhüter überhaupt – im Länderspiel gegen Australien am 6. September 2008 nach einem Foul an Joshua Kennedy des Feldes verwiesen wurde. Zur Weltmeisterschaft 2010 stand Stekelenburg erneut im Kader der Niederlande. Auch bei der Europameisterschaft 2012 war Stekelenburg Stammtorwart, schied aber mit seinem Team bereits in der Vorrunde aus. Nachdem er auch im Verein seinen Stammplatz verloren hatte, wurde er für die WM 2014 nicht mehr nominiert.
Nach fast genau vier Jahren Pause kehrte Stekelenburg am 7. Oktober 2016 als Vereinsspieler des FC Everton in die Nationalmannschaft zurück; er stand im WM-Qualifikationsspiel gegen Belarus (4:1) und drei Tage später gegen Frankreich im Tor der Nationalmannschaft.
Bei der Fußball-Europameisterschaft 2021 gab der niederländische Nationaltrainer Frank de Boer am 12. Juni und damit einen Tag vor dem ersten Spiel der Niederländer gegen die Ukraine bekannt, dass Stekelenburg als Nummer eins in das Turnier gehen würde. Nachdem er nur im letzten Testspiel der Niederländer gegen Georgien eingesetzt worden war, erhielt er als ältester Spieler des Turniers damit den Vorzug vor Tim Krul von Norwich City und absolvierte sein 60. Länderspiel.
Einen Monat nach Ende des Turniers verkündete er seinen Rücktritt aus der Nationalmannschaft.

## Erfolge
- Niederländischer Meister: 2004, 2011
- KNVB-Beker (Niederländischer Pokal): 2006, 2007, 2010
- Johan Cruijff Schaal (Niederländischer „Supercup“): 2002, 2005
- Vizeweltmeister WM 2010 (0:1 gegen Spanien)